# Гельмязов
Гельмя́зов (укр. Гельмязів) — посёлок городского типа в Золотоношском районе Черкасской области, Украины.

## География
Село расположено на реке Супой, за 30 км северо-западнее города Золотоноша, в 12 км от железнодорожной станции Гладковщина и в 3 км от автодороги Киев — Кременчуг — Днепр.

## История
По предположению историка В. Г. Ляскоронского, на месте Гельмязова в первой половине XII века могло находиться селение Мажево, упоминаемое в Лаврентьевской и Ипатьевской летописях. Лингвист А. С. Стрижак счёл эту версию маловероятной. Согласно другой гипотезе, Гельмязов упоминается в XIV веке под названием Емесова или Чемосова. На территории посёлка археологами обнаружены захоронения времён Киевской Руси.

### XVII век
Впервые село упоминается в люстрации Киевского воеводства за 1616 год как осаждённые «три года назад» и представлено «старинным городом» из 40 «послушным» и 100 «непослушных» дворами. По рассказам старожилов, первое поселение было в той части села, что называется Кут. Послушные налогов не платили, но выполняли военную службу, которую каждый из них на лошади с оружием должен был нести в своем старостве. Эта же люстрация свидетельствует, что лишь 30 % жителей края отбывали повинности. С целью заселения с 1613 года Гельмязов был на 20 лет освобождён от налогов.
Упоминается село и в «Привилегии польского короля Сигизмунда III об отдаче Волынского воеводы Янушу Заславскому в пожизненное владение Переяславское староство с городками Яготином и Гельмязовом», изданном в 1620 году.
В российской «Книге Большому чертежу», составленной в 1627 году, подаются два названия села: «Елмазов» и «Алмазов». На иностранных картах тех времён укрепления отмечена как Elmiazov. Краевед Н. Ф. Пономаренко считает, что современное название села образовалась путём постепенного приспособления тюркского слова «елемаз», что в переводе означает алмаз, с украинским произношением.
Гельмязевская сотня в составе Переяславского полка образовалась в 1625 году как результат успешного казацкого восстания во главе с Марком Жмайлом, которое заставило польское правительство увеличить казацкий реестр вдвое.
Гельмязовцы во главе с сотником Яцком Илляшевичем и Семёном Якубенко участвовали в Освободительной войне украинского народа под предводительством Богдана Хмельницкого.
А после территориальной реформы, осуществлённой Б. Хмельницким в 1648 году, Гельмязов стал сотенным городком. Гельмязовская сотня охватывала: Беспальче, Богданы, Горбани, Жерноклевы, Коврай, Каленики, Нехайки, Подставки, Плешкани и Чопик. Через Гельмязов в январе 1654 года переезжал Богдан Хмельницкий, направляясь на Переяславской раде.

В 1656 году антиохийский патриарх Макарий III со своим сыном архидиаконом Павлом Алеппским, возвращаясь из Москвы и проезжая через Гельмязов, записали в дневнике, что это городок 
с цитаделью укреплениями и церковью в честь Успения Владычицы.
На 1665 год разорённый город Генмязов входил в Переяславский полк.
В 1659 году казацкие части под командованием наказного гетмана Ивана Беспалого и полковника Ивана Богуна разбили возле Гельмязова войско гетмана Ивана Выговского, усиленное поляками и татарами. Гельмязов стал одним из очагов антироссийского восстания Переяславского полка в 1666 году, после подавления которого городок на несколько лет остался разорённым.

### XVIII век
В 1709 году гельмязевские казаки во главе с сотником Фёдором Азой участвовали в Полтавской битве на стороне Петра I. Убитых гельмязовцев привезли домой и погребли около Успенской церкви, метрические книги которой за 1738-й и более поздние годы фиксируют население местечка как исключительно казацкое, только к концу XVIII века здесь появляются мещане и крестьяне.
По описанию Киевского наместничества 80-х годов XVIII века, в селе Гельмязово было 674 двора с населением 18 000 человек. Львиной долей плодородных чернозёмов владели тайный советник, сенатор Николай Неплюев, коллежские советники Степан Томара и Иван Фридрикевич коллежский асессор Иосиф Тоцкий, гвардии поручик Илья Безбородько и остальные казацкой старшины. Учитывая удобное географическое расположение на пересечении водного пути и сухопутного тракта Переяслав — Кременчуг Гельмязов в 1797 году стал волостным центром Золотоношского уезда Малороссийской губернии.
В Гельмязове было 3 церкви: Успенская, Николаевская и Троицкая.
Есть на карте 1787 года.

### XIX век
В войне 1812 года участвовали и гельмязовцы с сотником Трофимом Ильяшенко, будущим генералом от артиллерии.
В первой половине XIX века городок развивается как торговый центр. Через него везли зерно на Прохоровскую пристань. Здесь происходили четыре ежегодные ярмарки, длившиеся по нескольку недель, и еженедельные базары. Основная масса населения занималась земледелием. Из ремесел наиболее распространенными были портняжество, шитьё, бондарство, плотничество, кожевничество, ткачество полотна.
В 1840 году построено Свято-Троицкий храм средствами Успенской церкви со значительным вкладом богатого казака Федора Савенко, ктитора этой же церкви, "Богатство которого, как писал Михаил Максимович, — наносили трудолюбивые пчелы.
В 1846 году в Гельмязове открылось приходское училище. Через два года Министерство государственного имущества построило в селе помещения двухклассного училища, которое позже перешло в ведение уездного земства и стало называться земским училищем. Впоследствии его учитель Лукиан Левицкий «за отлично поставленную обучения» был награждён Золотоношским земством денежной премией в 50 рублей. В последующие годы построено ещё несколько начальных школ.
Не улучшилось экономическое положение крестьянства и после реформы 1861 года. Лишь 205 десятин земли получили гельмязовцы на 122 двора (742 человека). С произведения местного краеведа священника Николая Богацкого известно, что в 1868 году Гельмязов полностью сгорел. В этом пожаре сгорели Николаевская церковь и пятиглавая Успенская церковь, построенная в 1760 году на месте разобранной древней, и колокольня при ней, построенная в 1799 году. Но уже через два года возвели новую деревянную Успенскую церковь.

### XX век
В 1923—1962 годах Гельмязов был центром Гельмязовского района.

## Известные уроженцы
- Фере, Николай Эдуардович (1897—1981) — агроном, один из ближайших помощников и сотрудников А. С. Макаренко, прототип одного из наиболее ярких действующих лиц «Педагогической поэмы»[14].
- Кулик, Николай Сергеевич[укр.] (род. 1952) — украинский учёный в области авиационных двигателей, доктор технических наук, профессор, заслуженный деятель науки и техники Украины, декан аэрокосмического факультета Национального авиационного университета[15][16].